# Koala Man
Koala Man è una serie televisiva animata statunitense-australiana del 2023, creata da Michael Cusack.
La serie viene pubblicata per la prima volta negli Stati Uniti su Hulu e in Australia su Disney+, come Star Original, dal 9 gennaio 2023.

## Trama
La serie segue le avventure di Kevin Williams, un padre di famiglia di mezza età che parte in missione nei panni del supereroe Koala Man.

## Episodi
| Stagione       | Episodi | Pubblicazione USA | Pubblicazione Italia |
| -------------- | ------- | ----------------- | -------------------- |
| Prima stagione | 8       | 2023              | 2023                 |

## Personaggi e doppiatori

### Personaggi principali
- Kevin Williams/Koala Man, voce originale di Michael Cusack, italiana di Paolo De Santis.
- Vicky Williams, voce originale di Sarah Snook, italiana di Sara Ferranti.
- Alison Williams, voce originale di Demi Lardner, italiana di Giorgia Brunori.
- Liam Williams, voce originale di Michael Cusack, italiana di Lorenzo Crisci.

### Personaggi secondari
- Big Greg, voce originale di Hugh Jackman, italiana di Fabrizio Pucci.
- Preside Bazwell, voce originale di Jemaine Clement, italiana di Edoardo Stoppacciaro.
- Janine, voce originale di Rachel House.
- Damo e Darren, voci originali di Michael Cusack.
- Generale Peckmeister, voce originale di Angus Sampson, italiana di Gabriele Marchingiglio.
- Re Emudeus, voce originale di Hugo Weaving, italiana di Federico Di Pofi.
- Chad Wagon, voce originale di Justin Roiland, italiana di Andrea Lavagnino.
- Spider, voce originale di Jarrad Wright, italiana di Gianluca Crisafi.
- Mindy, voce originale di Miranda Otto, italiana di Valentina De Marchi.
- Christopher, voce originale di Jemaine Clement, italiana di Edoardo Stoppacciaro.
- Kookaburra, voce originale di Jemaine Clement, italiana di Edoardo Stoppacciaro.
- Il magnifico (in originale: The Great One), voce originale di Michael Cusack, italiana di Riccardo Burbi.

## Produzione
Nel marzo 2021 è stato annunciato che Hulu ha ordinato la produzione di Koala Man. Il creatore Michael Cusack presta la voce al personaggio titolare, con Hugh Jackman, Sarah Snook e Demi Lardner che si uniscono al cast vocale. Nell'ottobre 2022, Jemaine Clement, Rachel House e Jarrad Wright si sono uniti al cast, con Miranda Otto e Hugo Weaving annunciati come guest star. Il 25 gennaio 2023, Justin Roiland è stato rimosso da Koala Man, insieme a Solar Opposites, dopo essere stato accusato di reato di abuso domestico.